# Mécanicien Principal Lestin
Pour les articles homonymes, voir Jean-René Lestin.
Le Mécanicien Principal Lestin était le deuxième des deux contre-torpilleurs de la classe Enseigne Roux construits pour la Marine française pendant la Première Guerre mondiale.

## Conception
La classe Enseigne Roux était une version élargie de la classe Bisson précédente. Les navires avaient une longueur totale de 82,6 mètres, une largeur de 8,6 mètres et un tirant d'eau de 3 mètres. Ils avaient un déplacement de 850 tonnes à charge normale. Leur équipage comptait 76 à 81 hommes.
Les navires étaient propulsés par une paire de turbines à vapeur Parsons, chacune entraînant un arbre d'hélice utilisant de la vapeur fournie par quatre chaudières à tubes d'eau. Les moteurs ont été conçus pour produire 17000 chevaux (13000 kW) qui devaient donner aux navires une vitesse de 30 nœuds (56 km/h). Lors de ses essais en mer, le Mécanicien Principal Lestin a atteint une vitesse de 31,2 nœuds (57,8 km/h). Les navires transportaient suffisamment de mazout pour leur donner une autonomie de 1 400 milles nautiques (2 600 km) à une vitesse de croisière de 14 nœuds (26 km/h).
L’armement principal des navires de la classe Enseigne Roux consistait en deux canons de 100 millimètres modèle 1893 en affûts simples, un à l’avant et un à l’arrière des superstructures, et quatre canons de 65 millimètres modèle 1902 répartis au milieu du navire. Ils étaient également équipés de deux affûts jumelés pour tubes lance-torpilles de 450 millimètres au milieu du navire.

## Carrière
Le Mécanicien Principal Lestin a été commandé à l’Arsenal de Rochefort et a été mis en chantier le 12 novembre 1913. Le navire a été lancé le 15 mai 1915 et achevé l’année suivante. Il a d’abord été affecté à la flotte de Méditerranée, et a été transféré en 1918 à la flottille de Dunkerque défendant la Manche.